# Keep the Faith
„Keep The Faith” (srp. Čuvaj veru) je pesma napisana i izvedena od strane gruzijske pevačice Tako Gačečiladze. Predstavljaće Gruziju na izboru za Pesmu Evrovizije 2017.

## Spoljašnje veze
- Snimak sa nacionalnog finala na Jutjubu